# گرامی داشتن (فیلم)
گرامی داشتن (به انگلیسی: Cherish) فیلمی محصول سال ۲۰۰۲ و به کارگردانی فین تیلور است. در این فیلم بازیگرانی همچون رابین تونی، تیم بلیک نلسون، برد هانت، لیز فیر، جیسون پریستلی، نورا دان و لیندسی کروس ایفای نقش کرده‌اند.